# Lidköpings Bryggeri
Lidköpings Bryggeri AB var ett bryggeri i Lidköping, med rötter från 1829 och organiserat som ett aktiebolag från 1866. Verksamheten lades ned 1973.

## Historik
Omkring 1829 började Carl Johan Pripp från Göteborg tillverkning av öl och svagdricka i en fastighet i hörnet av Nya Stadens torg och Västra hamnen i Lidköping. Hans bror Johan Albrecht Pripp hade 1828 tagit över Brembergska bryggeriet på Stampen i Göteborg. Bryggeriet Lidköping drevs i liten skala med ett tiotal anställda. Två av Carl Johan Pripps söner kom att bli bryggmästare sedan de praktiserat och lärt yrket hos fadern. Efter en brand 1860 överlät Carl Johan Pripp bryggeriverksamheten till Jonas Sandwall från Mariestad. Denne hade praktiserat på Spatenbräu i München och introducerade bayerskt öl. Han ombildade bryggeriet till aktiebolag 1866 och byggde en ny fabrik i tegel. 
Så småningom började bryggeriet också tillverka svagdricka och kolsyrade läskedrycker. Konkurrens, bland annat från Mariestads bryggeri, ledde till en ekonomisk kris 1885 och ägarbyte. 
Under åren 1887-1892 var Haldan Nilson–Dag bryggmästare. År 1890 invigdes nya bryggerilokaler. När en ekonomisk kris drabbade Lidköpings Bryggeri 1904, övertog Nilsson-Dag och vännen Linus Westberg, då gemensamma ägare till konkurrenten Bryggeriet Örnen, aktiemajoriteten i Lidköpings Bryggeri, varefter bland annat elektriskt ljus installerades och nya pannor inköptes av Lidköpings Mekaniska Verkstad. De båda företagen drevs under en tid jämsides, men 1907 slogs de två ungefär lika stora bryggerierna samman genom att Bryggeriet Örnen köpte Lidköpings Bryggeri. Namnet på det fusionerade bryggeriet blev Lidköpings Bryggeri. Verkställande direktör blev Haldan Nilsson-Dag.
Moderniseringar och tillbyggnader skedde 1920-1921, då bland annat moderna lagertankar av emaljerat stål installerades, jämte kylmaskiner. År 1937 installerades moderna tappningsmaskiner för såväl läskedrycker som pilsner. 
Haldan Nilsson-Dag var chef för bryggeriet till 1945, då han efterträddes av sonen Werner Nilsson-Dag, vilken sedan 1934 varit disponent i företaget.

## Nedläggning
Efter andra världskriget bildade bryggerierna i Lidköping, Axvall och Skövde en koncern. ”Lidköpingskoncernen”, som 1962 inköptes av AB Stockholms Bryggerier, som i sin tur 1964 gick samman med Pripp & Lyckholm AB och bildade Pripp-Bryggerierna AB. Den sista flaskan lämnade Lidköpings Bryggeri i februari 1973.